# Karl Richard Hornberger
Karl Richard Hornberger (* 25. Januar 1849 in Langenburg; † 2. April 1918 in Münden) war ein deutscher Naturwissenschaftler.

## Leben
Karl Richard Hornberger studierte nach dem Abitur Naturwissenschaften an der Universität Erlangen und wurde am 28. Juni 1875 bei Eugen von Gorup-Besánez promoviert.
1883 wurde er akademischer Lehrer für Mineralogie und Bodenkunde an der Königlichen Forstakademie in Münden.
Zwischen dem 1. Oktober 1890 und dem 1. Januar 1891 wurde ihm das Prädikat Professor verliehen.
Hornberger übernahm in Münden später noch die Fächer Physik und Meteorologie und wurde Vorstand des forstchemischen Laboratoriums. Er war Geheimer Regierungsrat.
Am 24. November 1887 wurde Karl Richard Hornberger als Mitglied (Matrikel-Nr. 2701) in die Leopoldina aufgenommen.

## Schriften
- Einige Verbindungen des Zirkoniums. Inaugural-Dissertation, Junge & Sohn, Erlangen 1875